# Kvinesdal
Kvinesdal è un comune norvegese della contea di Agder.